# Пиковец
Пиковец (укр. Пиковець) — село на Украине, находится в Казатинском районе Винницкой области.
Код КОАТУУ — 0521486003. Население по переписи 2001 года составляет 492 человека. Почтовый индекс — 22144. Телефонный код — 4342.
Занимает площадь 1,6 км².
В селе действует храм Равноапостольной Марии Магдалины Казатинского благочиния Винницкой епархии Украинской православной церкви.

## Адрес местного совета
22144, Винницкая область, Казатинский р-н, с. Пиковець